# 大嶋の一番弟子
大嶋の一番弟子（おおしまのいちばんでし）は、フリーで活動する日本のお笑い芸人。かつてはグレープカンパニー、ライジングプロダクションの預かりで所属していた。

## 来歴
実家はラーメン店を経営している。大学2年時、このままだと実家の家業を継がされそうになると考えたため芸人の道を選び、NSC大阪校へ32期生として入学。息子の大学進学に反対していた父親は、芸人になることには特に反対しなかった。
NSCの同期とコンビ「さいしゅうへいき」を結成しデビュー、3年続くも解散。次にトリオ「メカロボマシン」を結成し1年間続いたところで解散、そしてカルテット「きっちょむどん」としてしばらくの間活動し解散。その頃には大阪で組みたいと思う相方がいなかったためピン芸人となり、2014年10月に上京した。

## 人物
体重68 kg。BWHはそれぞれ95・90・98。足の大きさ28 cm。
趣味は格闘技、野球、将棋、YUKIの曲を聴きYUKIの事を想う。
特技は高校生の頃に自身が考案・開発した武術及び護身術・大嶋流武術、おでこで身長を測ること。
芸名は自分（大嶋）に自分（大嶋）が弟子入りしたことに由来する。当初はどんな芸名にするか決めあぐねていた時、相談した先輩の岩野達範（当時八田荘）に「自分だけど自分じゃないみたいな芸名がいい」とアドバイスされ、一生懸命考えた結果現在の芸名に決めた。

## 芸風
主に日常にいそうな、ちょっと変な男を演じる1人コント。
メルヘン総長とのコンビ「クレバーボーイズ」としてM-1グランプリに出場経験があり、ムラムラタムラ・ちびシャトル・オモロ川だいすけらと共にカルテット「ザ・トーク」としてキングオブコントにも出場経験がある。

## 出演
- 勇者ああああ 〜ゲーム知識ゼロでもなんとなく見られるゲーム番組〜（テレビ東京）
- 東京お笑いライブマニア トム-1グランプリ2019（CSテレビ朝日）